# Gerbécourt-et-Haplemont
Gerbécourt-et-Haplemont település Franciaországban, Meurthe-et-Moselle megyében. Lakosainak száma 243 fő (2022. január 1.). Gerbécourt-et-Haplemont Affracourt, Ceintrey, Clérey-sur-Brenon, Haroué, Lemainville, Omelmont, Ormes-et-Ville és Tantonville községekkel határos.

## Népesség
A település népességének változása:
| Lakosok száma | 115  | 154  | 201  | 221  | 218  | 222  | 230  | 230  | 230  | 243  |
|               | 1968 | 1982 | 1990 | 2006 | 2013 | 2015 | 2017 | 2019 | 2020 | 2022 |